# Лесама Перьер, Пачи Шабьер
Па́чи Шабье́р Леса́ма Перье́р (исп. Patxi Xabier Lezama Perier; род. 20 июня 1967 года) — испанский баскский скульптор и писатель.

## Биография
Художник является представителем поколения баскских скульпторов. В своих работах Лесама Перьер основное внимание уделяет баскской мифологической скульптуре. Хотя он известен своими работами в области баскской скульптуры, он выделился в культурной сфере благодаря своим талантам художника, скульптора, писателя и дизайнера. Примерно в 1990 году, работая в кузнице, он начал работать с железом. Затем он начал цикл не имитационных скульптур, увеличивая интерес к баскскому искусству и культуре.
Каждая из его работ поднимает пространственную проблему, которую он пытается решить с помощью материала, в соответствии с его характеристиками или свойствами. Амалур (2002) — его первая абстрактная скульптура, имя баскского происхождения, которое в переводе с баскского означает «Мать-Земля» и вдохновлено мифологией басков. Он убегает от подражания природе и отправляется на поиски творений и изобретений..
В 2005 году он открыл новый этап экспериментов. До этого в его языке преобладали изогнутые линии, а теперь он примет сюрреалистический ритм, более подвижный и беспокойный, легко понимаемый, вырезанный из дерева. В то же время он развил важную деятельность в области литературы; в 90-е годы он исследовал баскский язык. В 2016 году он опубликовал «Баскскую мифологию». Толкование баскской мифологии стало его самым известным произведением. Эта книга защищает популярную баскскую культуру и её самобытность.
Он выставлял свои работы на национальных и международных выставках, ставя их как важный ориентир в мире баскской мифологии. Среди многочисленных выставок, где выставлялись его работы — Нью-Йорк, организованный галереей Испанского благотворительного общества..

## Награды
Бронзовая медаль и почетное упоминание члена-покровителя IV Международной биеннале скульптуры «Долина снов» (2012)... Работа находится в коллекции Музея Лас-Энкартасьонес.

## Избранная Библиография
- Баскская мифология (2018)
- Японские поговорки (2020)
- Искусство сюрреализма (2022)

## Музеи
- Zaldi. Музей Лас-Энкартасьонес. Бискайя (Испания)[19].[20].